# Големоглава костенурка
Големоглавите костенурки (Platysternon megacephalum) са вид влечуги от разред Костенурки (Testudines), единствен представител на семейство Platysternidae.
Разпространени са в Югоизточна Азия и съседните части на Китай. Има необичайно голяма глава, която не може да прибира в черупката си, но използва за защита здравите си челюсти. Използва голямата си опашка, за да се катери по различни препятствия. Видът е застрашен, като често е ловуван за храна.